# Bristol Siddeley Orpheus
Le Bristol Siddeley Orpheus était un turboréacteur monocorps britannique, développé par Bristol Siddeley pour de nombreux chasseurs légers et avions d'entraînement, tels que le Folland Gnat et le Fiat G.91. Plus tard, l'Orpheus fut utilisé comme cœur du premier Turboréacteur à double flux à poussée vectorielle Bristol Pegasus utilisé dans la famille des avions ADAV Harrier.

## Conception et développement
Le moteur voit son histoire commencer, en 1952, par une requête de Teddy Petter, de Folland, pour un moteur d'environ 22 kN de poussée, afin de propulser un nouveau chasseur-bombardier léger et un appareil d'entraînement, alors en cours de développement au sein de la société. Stanley Hooker, plutôt nouveau au sein de la compagnie, après une première carrière chez Rolls-Royce Limited, prit le projet sous son aile. Il conçut un moteur relativement simple et facile d'entretien, qui fut installé dans le Folland Gnat et vola pour la première fois en 1955.
En 1957, l'OTAN lança une compétition pour un concept de chasseur léger. Les trois finalistes, le Breguet Taon, le Dassault Étendard VI et le Fiat G.91, choisirent le Bristol Orpheus pour leur propulsion. Conséquence de ce choix, le développement initial du moteur reçut une contribution substantielle de la part du Mutual Weapons Development Programme. Les gagnants de la compétition, les Fiat G.91R et G.91T, utilisaient des versions construites sous licence du moteur. D'autres clients, essentiellement des avions d'entraînement suivirent, parmi lesquels le Fuji T-1, le HAL HF-24 Marut, HA-300, et les avions expérimentaux Hunting H.126 et Short SB5.
Plus tard, après l'utilisation de deux moteurs sur des prototypes, l'Orpheus fut choisi comme une option sur le Lockheed JetStar. Le vice-président de Lockheed et chef des célèbres « Skunk Works », Clarence « Kelly » Johnson, déclara : « Ces moteurs Orpheus [...] ont été les meilleurs moteurs que l'auteur ait jamais utilisé dans un prototype d'avion. Ils étaient et sont si bons, qu'il a été décidé à une date ultérieure de produire tous les Jetstars, depuis le numéro de série 02, capables d'utiliser deux moteurs Orpheus (au lieu des quatre moteurs américains prévus). L'Orpheus est totalement compétitif en performances (sauf lorsque l'un des deux est hors-service), et sera offert à ceux qui veulent son faible coût, sa simplicité, et – au-moins pour un temps – sa fiabilité »,.
Dans les années 1950, beaucoup de compagnies cherchaient le moyen de produire un avion à décollage et atterrissage vertical. Michel Wibault eut l'idée d'utiliser une turbine à gaz pour entraîner quatre gros compresseurs centrifuges, qui pouvaient être orientés pour diriger la poussée produite. Les ingénieurs de Hooker décidèrent d'entraîner un unique ventilateur très large, qui aurait fourni de l'air à deux tuyères orientables, le flux d'échappement de l'Orpheus étant divisé en deux et alimentant une autre paire de tuyères à l'arrière du moteur. Cette expérimentation donna naissance au Pegasus, qui est toujours employé de nos jours sur le chasseur ADAV Harrier.
Des licences de fabrication du moteur furent obtenues par Fiat S.p.A., SNECMA et Curtiss-Wright (sous la désignation de TJ37).

## Caractéristiques
L'Orpheus incorporait plein de nouveautés, lui permettant de produire 22 kN de poussée malgré sa relative légèreté, le moteur pesant seulement 379 kg. Sur le papier, cela donnait un rapport poussée/masse de 6,25:1, chiffre que les moteurs précédents comme le Derwent V et Avon, avec un taux de 3:1, ne pouvaient égaler. Même le moteur léger contemporain Viper ne pouvait offrir qu'un taux de 4,9:1. La première de ces innovations était l'axe central du moteur. Au lieu de relier le compresseur et la turbine par un arbre fin et soutenu par de nombreux roulements, l'Orpheus utilisait un tube de grand diamètre (plus de 20 cm). Cette solution était tellement résistante aux vibrations que l'arbre n'était plus soutenu que par deux roulements, au lieu des trois habituels. Cette architecture à deux roulements offrait également un autre avantage très intéressant : Les anciens moteurs nécessitaient un couplage intermédiaire sur l'arbre, afin que l'alignement entre les parties fixes des trois roulements puisse varier au cours du temps. Avec deux roulements, l'arbre suivait tout simplement en ligne droite l'alignement naturel entre les deux roulements. Cela permettait également de faciliter la maintenance et de réduire le temps nécessaire lors d'un entretien à effectuer sur le moteur.
La chambre de combustion était constituée de sept tubes à flamme, disposés et contenus dans un même ensemble coaxial autour de la partie centrale du moteur. Ce système est désigné « cannular combustor », un mot-valise anglais pour « can » et « annular » (can provenant de « flame can », pour « boîte à flamme », une chambre de combustion de petite taille). Il s'agissait d'un concept récent, qui différait des anciens systèmes par le fait que les sept tubes à flamme étaient bien séparés, mais désormais intégrés dans un volume plus grand et unique, qui entourait tout le moteur (Voir schémas). Une autre innovation était d'intégrer l'entrée des turbines et leurs stators directement dans les sorties des tubes à flamme, chacun de ces derniers constituant alors un septième de la canalisation d'échappement des gaz chauds. Cela apportait deux avantages : Cela simplifiait la fabrication d'un composant compliqué et assez peu fiable, puis la segmentation de cette partie du moteur dégageait une marge plus importante pour l'expansion thermique des pièces soumises à la chaleur en fonctionnement. Des bougies d'allumage étaient placées dans les tubes no 4 et no 7. Le démarrage du moteur était effectué par la détonation d'une cartouche explosive, qui fournissait à une petite turbine, calée sur le compresseur du moteur, l'énergie nécessaire pour la rotation initiale de ce dernier.
La lubrification était assurée par pulvérisation sous pression et écoulement régulé pour le relais accessoires et le roulement arrière. L'huile assurant la lubrification du roulement arrière était perdue dans les gaz d'échappement (fonctionnement en circuit ouvert).
Développant une poussée au niveau de la mer de 20,1 kN, l'Orpheus 701 était doté d'un compresseur axial à sept étages en superalliages à base de nickel Nimonic, entraîné par une turbine mono-étage.

## Versions
Données tirées de l'ouvrage « Jane's All the World's Aircraft 1962-63 » :

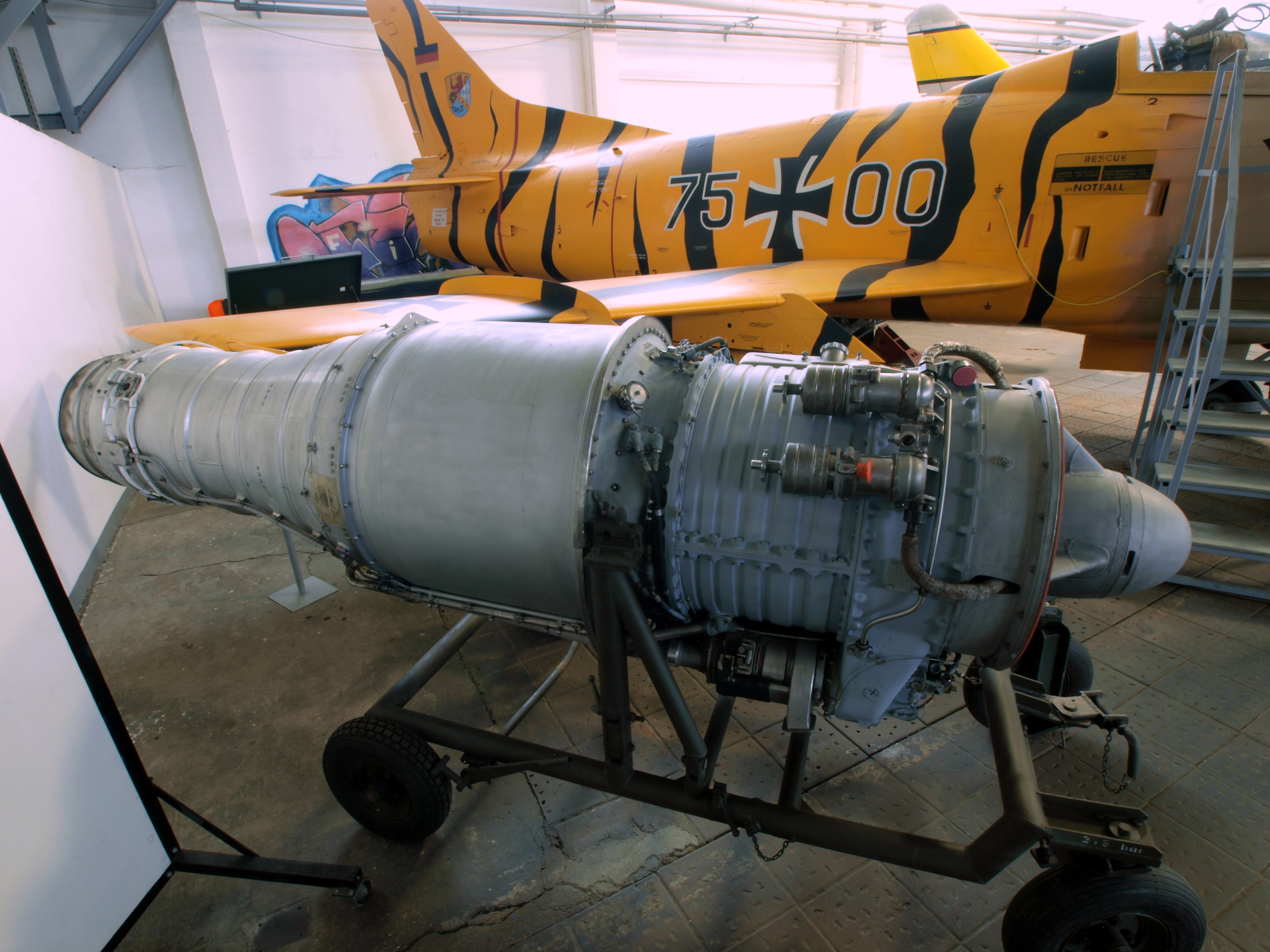
Un Bristol Siddeley Orpheus. Sur le carénage avant du moteur sont visibles les deux conteneurs à cartouches explosives utilisées pour le démarrage du moteur.

- BOr.1 : Premier démarrage le 17 décembre 1954. Il a équipé le prototype du Folland Gnat au printemps 1955. Poussée de 14,61 kN ;
- BOr.2 (Mk.701 / Mk.703)
  - Mk.701 : D'une poussée de 20,11 kN, ce moteur propulsait les Gnat F Mk.1 de production pour la Finlande et l'Inde ;
  - Mk.701 : D'une poussée de 21,57 kN, ce moteur propulsait l'Hindustan HF-24 Marut Mk.1 ;
- BOr.3 (Mk.801 / 803 / 805)
  - Mk.801 : D'une poussée de 20,11 kN, ce moteur propulsait les Fiat G.91. Il était identique au BOr.2, sauf pour ses accessoires ;
  - Mk.803 : Avec des améliorations au niveau du compresseur, il développait une poussée de 22,24 kN, et remplaçait les moteurs des premières versions du G.91 ;
  - Mk.805 : Dégonflé à 17,79 kN, ce moteur propulsait l'avion d'entraînement Fuji T-1 et l'avion de recherche sur les volets soufflés Hunting H.126 ;
- BOr.4
  - Mk.100 : Moteur à la puissance diminuée, afin de favoriser la fiabilité et la faible consommation de carburant, ainsi qu'une durée de vie allongée. Il produisait 18,82 kN de poussée pour le Fiat G.91T et le Hawker Siddeley Gnat T Mk.1 ;
- BOr.12 : Avec un système de réchauffe simplifié, le BOr.12 produisait une poussée à sec de 30,29 kN et 36,34 kN avec la PC ;
- Fiat 4023 : Moteurs Mk.803 construits sous licence par Fiat, équipés d'un système additionnel de détection d'incendies.

## Applications

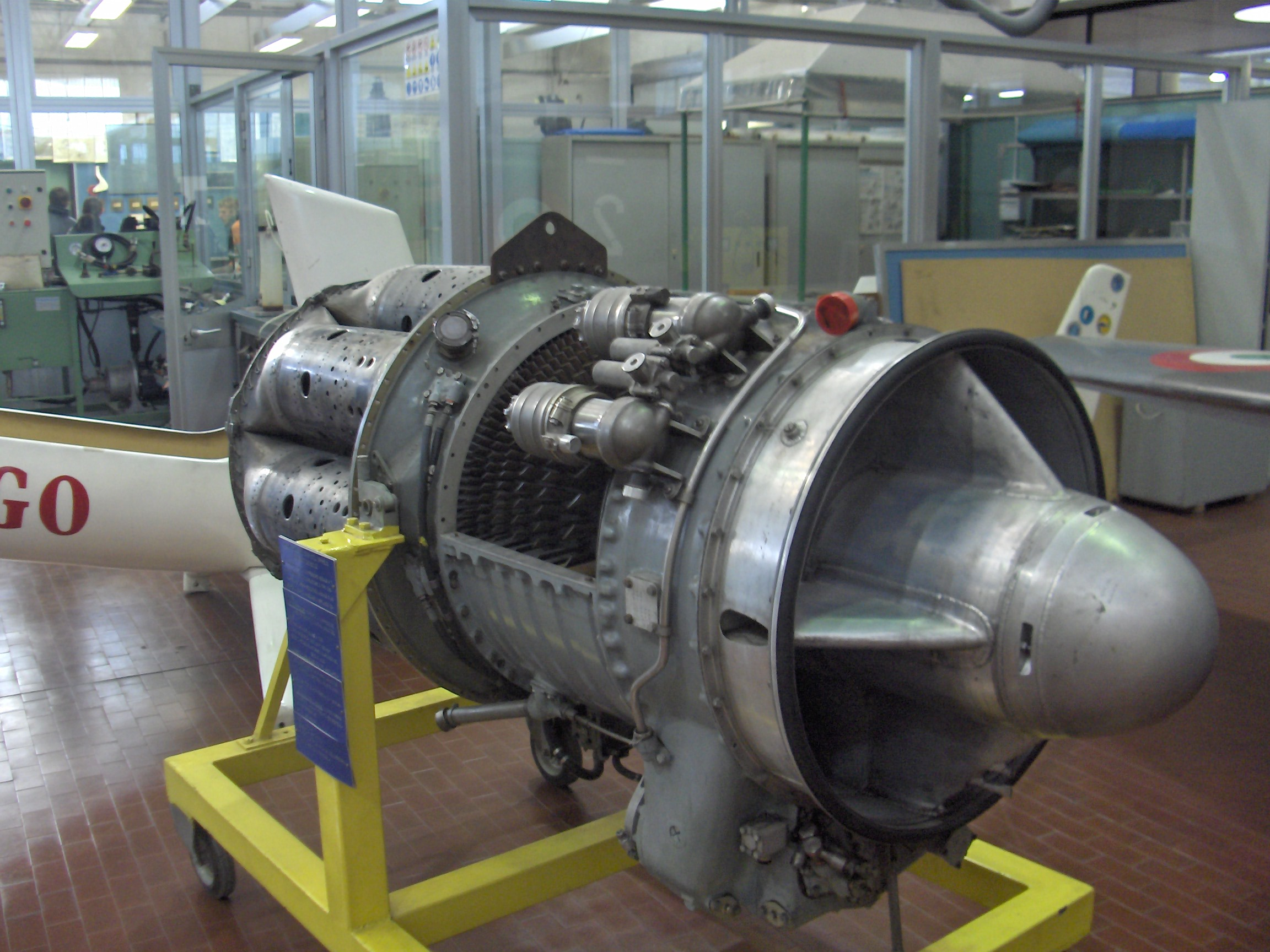
Le Bristol Orpheus, tel qu'il était monté sur le Fiat G.91.

### Avions
- Breguet Br.1001 Taon
- Dassault Étendard VI
- Fiat G.91
- Folland Gnat
- Fuji T-1
- HAL HF-24 Marut
- Helwan HA-300 (en)
- Hunting H.126
- Short SB5

### Autres
Les Orpheus numérotés 709 (détruit par l'ingestion de corps étrangers en cours de tests) et 711 (opérationnel) ont propulsé l'hydroplane à réaction Bluebird K7, dans lequel Donald Campbell fut tué pendant la tentative de battre le record de vitesse aquatique sur le lac Coniston Water, en 1967. Un dragster propulsé par un Orpheus, le « Vampire », est l'actuel détenteur du record de vitesse terrestre au Royaume-Uni.

## Exemplaires en exposition
Des Orpheus préservés sont visibles au Midland Air Museum, Coventry, et a Solent Sky, Southampton. Il est également préservé comme une relique au premier musée de l'aéronautique indien, à l'Hindustan Aerospace Heritage Centre, à Bangalore.